# ABSOLUTE WORLD
『ABSOLUTE WORLD』（アブソリュート・ワールド）は2014年にANTHEMがリリースした15作目のスタジオ・アルバムである。

## 概要
前作のリリースに伴うツアーを終えて脱退した坂本英三の後任として森川之雄が再加入、サポートであった田丸勇が正式メンバーとなってからの初のアルバムである。
森川がANTHEMのスタジオ作品に参加するのは1992年の「DOMESTIC BOOTY」以来22年振りである。前作同様ロイ・Zがミキシング・エンジニアを務めている。
先行シングルとして「SHINE ON」が2014年10月1日にリリースされている。
SHM-CD仕様。DVD付デラックス・エディション盤と通常盤の2形態で発売。デラックス・エディション盤には、インタビュー/レコーディングの様子、「SHINE ON」のMV、『メタルめし』（ISBN 978-4907583118）の著者ヤスナリオと柴田によるオリジナルカレー&タンドリーチキンを調理する映像を収録した特典DVDが付属している。

## 収録曲
| 全作詞・作曲: 柴田直人（M-7,9,10作曲以外） 清水昭男（M-7,9,10作曲）。 |                                     |                                                         |                                                         |      |
| #                                                                     | タイトル                            | 作詞                                                    | 作曲・編曲                                              | 時間 |
| 1.                                                                    | 「SHINE ON」                        | 柴田直人 （M-7,9,10作曲以外） 清水昭男 （M-7,9,10作曲） | 柴田直人 （M-7,9,10作曲以外） 清水昭男 （M-7,9,10作曲） | 4:23 |
| 2.                                                                    | 「STRANGER」                        | 柴田直人 （M-7,9,10作曲以外） 清水昭男 （M-7,9,10作曲） | 柴田直人 （M-7,9,10作曲以外） 清水昭男 （M-7,9,10作曲） | 4:17 |
| 3.                                                                    | 「PAIN」                            | 柴田直人 （M-7,9,10作曲以外） 清水昭男 （M-7,9,10作曲） | 柴田直人 （M-7,9,10作曲以外） 清水昭男 （M-7,9,10作曲） | 4:14 |
| 4.                                                                    | 「DESTROY THE BOREDOM」             | 柴田直人 （M-7,9,10作曲以外） 清水昭男 （M-7,9,10作曲） | 柴田直人 （M-7,9,10作曲以外） 清水昭男 （M-7,9,10作曲） | 2:13 |
| 5.                                                                    | 「LOVE OF HELL」                    | 柴田直人 （M-7,9,10作曲以外） 清水昭男 （M-7,9,10作曲） | 柴田直人 （M-7,9,10作曲以外） 清水昭男 （M-7,9,10作曲） | 6:10 |
| 6.                                                                    | 「DON'T LET IT DIE」                | 柴田直人 （M-7,9,10作曲以外） 清水昭男 （M-7,9,10作曲） | 柴田直人 （M-7,9,10作曲以外） 清水昭男 （M-7,9,10作曲） | 5:14 |
| 7.                                                                    | 「ABSOLUTE FIGURE（Instrumental）」 | 柴田直人 （M-7,9,10作曲以外） 清水昭男 （M-7,9,10作曲） | 柴田直人 （M-7,9,10作曲以外） 清水昭男 （M-7,9,10作曲） | 4:28 |
| 8.                                                                    | 「SAILING」                         | 柴田直人 （M-7,9,10作曲以外） 清水昭男 （M-7,9,10作曲） | 柴田直人 （M-7,9,10作曲以外） 清水昭男 （M-7,9,10作曲） | 5:27 |
| 9.                                                                    | 「EDGE OF TIME」                    | 柴田直人 （M-7,9,10作曲以外） 清水昭男 （M-7,9,10作曲） | 柴田直人 （M-7,9,10作曲以外） 清水昭男 （M-7,9,10作曲） | 4:29 |
| 10.                                                                   | 「IN THE CHAOS」                    | 柴田直人 （M-7,9,10作曲以外） 清水昭男 （M-7,9,10作曲） | 柴田直人 （M-7,9,10作曲以外） 清水昭男 （M-7,9,10作曲） | 4:16 |
| 11.                                                                   | 「RUN WITH THE FLASH」              | 柴田直人 （M-7,9,10作曲以外） 清水昭男 （M-7,9,10作曲） | 柴田直人 （M-7,9,10作曲以外） 清水昭男 （M-7,9,10作曲） | 5:03 |
| 合計時間:                                                             | 合計時間:                           | 50:14                                                   |                                                         |      |

### DVD
デラックス・エディションのみ
1. Stories from ABSOLUTE WORLD
2. SHINE ON <MUSIC VIDEO>
3. 実践!オニオンスロートカレー featuring 柴タンドリーチキン

## 参加メンバー
- 森川之雄 - ボーカル
- 柴田直人 - ベース・ギター
- 清水昭男 - ギター
- 田丸勇 - ドラムス
- 高濱祐輔 - キーボード（サポート）